# Ian Cussick

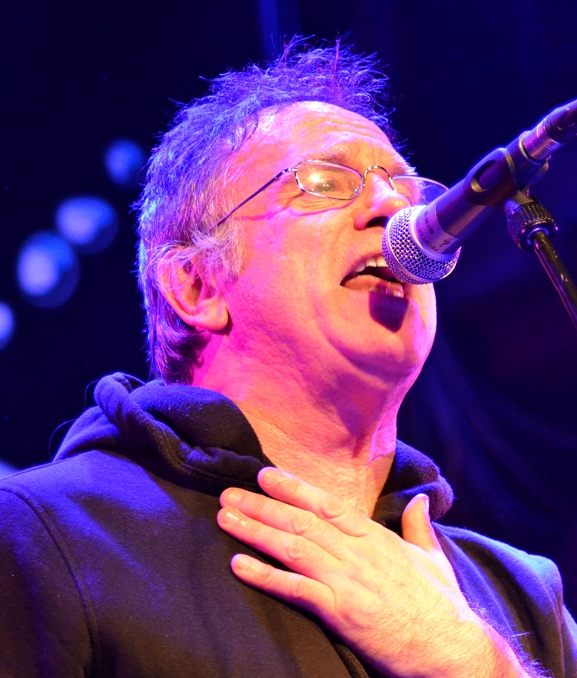
Ian Cussick (2012)

Ian Cussick (* 17. Juni 1954 in Dundee) ist ein schottischer Sänger, Bassist und Songschreiber.

## Werdegang
Ian Cussick spielte bereits seit seinem 14. Lebensjahr in verschiedenen Bands, jedoch mit mäßigem Erfolg. 1973 antwortete er auf eine Annonce im Melody Maker („Singer wanted“) und flog nach Deutschland, um bei der Band Lake mitzuwirken, deren Sänger er bis 1974 war. 1975 war er Mitglied der Band Linda and the Funky Boys, die mit dem frühen Disco-Stück Shame, Shame, Shame einen Hit landeten; etwa sechs Millionen Singles wurden verkauft.
In seiner bisher 30 Jahre andauernden Solokarriere produzierte Ian Cussick zwölf Studioalben, zwei EPs und vier Live-Alben. Außerdem war Cussick Sänger der Kinoversion des Werbespot-Songs Like Ice In The Sunshine. An der 1986 erschienenen Single-Version von Beagle Music Ltd. war er nicht beteiligt.
Seit 1992 ist Ian Cussick mit dem Keyboarder Jens Skwirblies überwiegend in Deutschland als Duo aktiv. Bekannteste Lieder sind Meet Me By The Water, Runaway Train, Wonderlove (eine Hommage an Stevie Wonder) und Dancing In The Desert. Als Songwriter schrieb Ian Cussick unter anderem 1987 den Hit Call Me Up für Baccara, Männerpension für Engelbert und für Marky Mark No Mercy zu Ehren von Boxweltmeister Dariusz Michalczewski.
2008 gründete Ian Cussick sein eigenes Label „Iceberg Media LLC“ in Austin (Texas), mit dem bisher nur seine eigenen Werke vertrieben werden.
Seit Dezember 2012 ist Ian Cussick wieder der Leadsänger der Band Lake.

## Diskographie
- 1978 Ian Cussick
- 1980 Right Through The Heart
- 1981 Hypertension
- 1983 Danger In The Air
- 1983 Best Cuts (LP - Sampler)
- 1985 The Great Escape
- 1986 Treasure Island
- 1988 R.A.M. Pietsch – Norwegian Wood
- 1989 Love Is The System
- 1990 The Voice From Scotland – Live
- 1991 Runaway Train
- 1991 Forever
- 1991 Best Cuts (CD-Sampler)
- 1992 A Bridge Too Far
- 1993 Necromancer
- 1995 Live At The Fabrik Hamburg
- 2000 Rock Beim Bund (Live)
- 2004 29-12-03 Live In Hamburg
- 2004 Ian Cussick Live (DVD)
- 2008 Urban Midnight
- 2008 L.O.V.E. Spells Love (Sampler)
- 2008 Powerboat Racing (EP)
- 2014 Wings Of Freedom Lake
- 2014 Live - Wings Of Freedom Tour Spring 2014 (Limited Edition), Lake
- 2015 Wings Of Freedom Vinyl-LP (Limited Edition), Lake